# Soner Yalçın
Soner Yalçın (* 1. Januar 1966 in Çorum, Türkei) ist ein türkischer Journalist und Publizist. Er vertritt in seinen Büchern die Ansicht, dass die Türkei von Kryptojuden unterwandert sei.

## Journalistische Arbeit
Seine journalistische Karriere begann er in der Zeitung Aydınlık. Danach arbeitete er für die Zeitung Siyah Beyaz und für die Fernsehkanäle Show TV und Star TV. Eine Zeit lang arbeitete er für die Zeitung Sabah. 2009 schrieb er für die Tageszeitung Hürriyet eine Sonntagskolumne und arbeitete zusätzlich für den Sender CNN Türk. Außerdem arbeitet er als Berater für verschiedene nationale und internationale Fernsehserien.
Im Jahr 2007 gründete er mit Cüneyt Özdemir das Online-Nachrichtenportal Oda TV.
Yalçın schrieb auch unter dem Pseudonym Uğur İpek.

## Ergenekon-Ermittlungen
Im Zuge der Ermittlungen um die Organisation Ergenekon wurde Soner Yalçın am 14. Februar 2011 verhaftet. Sein Haus und seine Geschäftsräume wurden durchsucht und Material beschlagnahmt. Der damalige amerikanische Botschafter in der Türkei Ricciardone beantwortete bei einem Essen eine Frage zur Verhaftung Yalçıns so: „Zum einen werden Journalisten verhaftet und zum anderen spricht man von Pressefreiheit. Wir verstehen diese Verhaftungen nicht.“
Einer Meldung der türkischen Tageszeitung Sözcü zufolge stand Yalçın vor seiner Verhaftung kurz davor, ein neues Buch zu veröffentlichen, für das er Unterlagen von Abgeordneten der oppositionellen CHP erhalten hätte und in dem er außerdem neue WikiLeaks-Dokumente zur Türkei veröffentlichen wollte. Seiner eigenen Aussage zufolge hätte das Buch bei einer Veröffentlichung eingeschlagen wie eine Bombe.
Am 27. Dezember 2012 wurde Yalçın aus der Haftanstalt Silivri entlassen; schließlich am 12. April 2017 ebenso wie alle übrigen Angeklagten des Oda-TV-Prozesses von allen Vorwürfen (u. a. Mitgliedschaft in einer Terrorvereinigung, Umsturzversuch) freigesprochen.
Inzwischen schreibt Yalçın regelmäßig für die Tageszeitung Sözcü.

## Schriften
Soner Yalçın schreibt unter anderem über die 1990 aufgelöste italienische Organisation Gladio, den türkischen Tiefen Staat,  Weiße Türken, über die Verflechtung von Staat und Mafia und über den angeblichen Einfluss kryptojüdischer Sabbataiisten auf die Türkei. Rıfat N. Bali bezeichnet ihn als Verbreiter von antisemitischen Verschwörungstheorien.
- Hangi Erbakan? Doğan Kitapçılık, Öteki Yayınevi, Ankara 1996, ISBN 975-8012-20-7.
- Bay Pipo. Doğan Kitapçılık, İstanbul 1999, ISBN 975-991-430-1.
- Teşkilat'ın İki Silahşoru - Biri Meşrutiyet'in Silahşoru Dede Yakub Cemil Diğeri Cumhuriyet'in Silahşoru Torun "Yakub Cemil". Doğan Kitapçılık, İstanbul 2001, ISBN 975-991-432-8.
- The Özal: Bir Davanın Öyküsü. Doğan Kitapçılık, İstanbul 2001, ISBN 975-6719-90-7.
- Binbaşı Ersever'in İtirafları. Doğan Kitapçılık, İstanbul 2003, ISBN 975-293-129-4.
- Reis - Gladio'nun Türk tetikçisi. Doğan Kitapçılık, İstanbul 2003, ISBN 975-293-093-X.
- Behçet Cantürk'ün Anıları. Doğan Kitapçılık, İstanbul 2003, ISBN 975-293-117-0.
- Efendi: Beyaz Türklerin Büyük Sırrı. Doğan Kitapçılık, İstanbul 2004, ISBN 975-293-203-7.
- Efendi 2: Beyaz Müslümanların Büyük Sırrı. Doğan Kitapçılık, İstanbul 2006
- Siz Kimi Kandırıyorsunuz! Doğan Kitapçılık, İstanbul 2008, ISBN 978-975-991-709-8.
- Bu Dinciler O Müslümanlara Benzemiyor. Doğan Kitapçılık, İstanbul 2009, ISBN 978-605-111-400-2.
- Samizdat Hakikatlere Dayanacak Gücünüz Var mi. Kirmizi Kedi Yayinlari, Istanbul 2012, ISBN 978-605-5340-33-9.